# Schimpansen Ola
Schimpansen Ola (även Apan Ola), född den 1 februari 1987 i Norge, är en schimpans som användes i en teaterföreställning, i reklamfilmer och även långfilmer. 
Ola växte upp på Ölands djurpark och blev vid 1,5 års ålder uthyrd till Stockholms Stadsteater och dess uppsättning av pjäsen Gustaf III. Han bodde spelåret 1988/89 hemma hos skådespelaren Stephan Karlsén och hans fru konstnären Louise Tillberg som en familjemedlem i Stockholm. Från 1990 skrev Tillberg flera barnböcker baserade på sina erfarenheter av Ola. År 1995 såldes Ola till djurparken Safari World i Bangkok.

## Filmografi
- 1988 – Gustaf III (Stockholms Stadsteater)
- 1989 - Kronvittnet (långfilm)
- 1990 - T. Sventon och fallet Isabella (långfilm)
- 1991 – Ola - kortisar (TV-serie i TV 4)
- 1991 - Schimpansen Ola (TV-serie TV 1)
- 1991 – Hur man ringer (Informationsfilm Televerket)
- 1998 – ''Historien om Ola (Dokumentärfilm TV 4)